# Dihor
Dihorul (Mustela putorius), cunoscut și sub denumirea de puriciul comun, negru sau purici de pădure, dihor european, sau dihorul sălbatic, este un carnivor de mici dimensiuni aparținând familiei Mustelidelor, răspândit în majoritatea Europei, nordul Africii și Asia occidentală. Dihorul a fost îmblânzit încă din timpuri străvechi, aproximativ acum 2500 ani, pentru vânătoarea de iepuri de câmp, astfel obținându-se subspecia Mustela putorius furo.

## Evoluție
Dihorul primordial a fost Mustela stromeri care a apărut în perioada villafranchiană târzie. Mustela stromeri este considerabil mai mic decât dihorul actual. Cele mai vechi fosile ale dihorului actual datează din Pleistocenul Mijlociu și au fost descoperite în Germania, Marea Britanie și Franța. Rudele mai apropiate dihorului actual au fost dihorul de stepă și dihorul cu picioare negre. Dihorul european s-a desprins din dihorul de stepă acum 1,5 milioane de ani. Este înrudit cu nurca cu care poate hibridiza.

## Trăsături fizice
Dihorul are un corp subțire și flexibil, cu picioare scurte adaptate mișcării rapide în pădure printre copaci, tufișuri și în vizuinele rozătoarelor și iepurilor cu care se hrănește. Capul este mic, lat și turtit cu urechi mici și rotunde. Lungimea trupului fără coadă este de 30–50 cm, iar lungimea cozii este de alți 10–20 cm. Greutatea dihorilor variază în funcție de sex, un dihor mascul ajunge la maturitate în jurul greutății de un kilogram în schimb o femelă cântărește la maturitate 650-850 g. Femele au opt glande mamare din care se hrănesc puii pe timpul perioadei de alăptare. Dihorii nu prezintă dimorfism sexual.
Culoarea blănii variază între cenușiu, maro sau bej pe spate cu lăbuțele și burta de culoare neagră. În jurul botului și în vârful urechilor prezintă niște dungi albe în dosul ochilor. Maxilarul prezintă 34 de dinți.
Are auzul și vederea bine dezvoltate, dar mirosul este simțul său cel mai dezvoltat. 
Dihorul trăiește în sălbăticie între 8 și 10 ani, iar domesticit poate trăi până la 15 ani.

## Comportament
Dihorii sunt animale nocturne. Se deplasează distanțe mici pentru a-și face rost de hrană comparativ cu alte animale precum jderii. Dihorul este un mamifer singuratic, excepție făcând femela, în perioada de creștere a puilor. Uneori dihorii folosesc vizuinile vulpilor sau iepurilor de casă.

## Miros
Asemeni multor alte mamifere, dihorul are glande odorifere în regiunea anală cu ajutorul cărora marchează teritoriul. S-a dovedit că dihorii disting dacă mirosul a fost lăsat de un mascul sau o femelă. Ca și sconcșii, dihorul poate folosi glandele perianale atunci când este excitat sau când simte că este în pericol. O altă folosință a glandelor perianale este cea de a lubrifica excrementele dihorilor. 

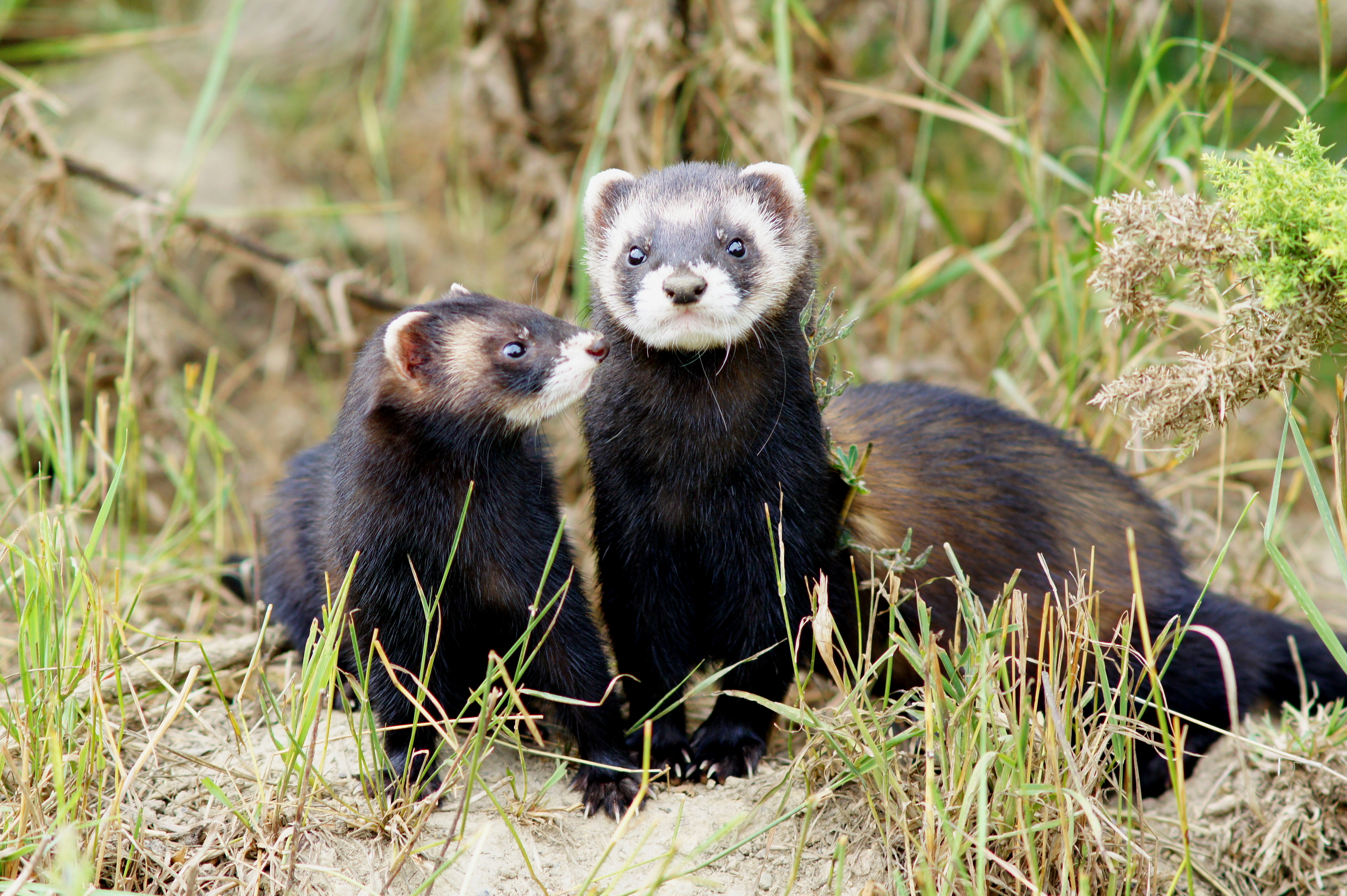
Dihori în sălbăticie

În cazul dihorilor domestici, mulți dintre aceștia au glandele perianale excizate, dar acest fapt nu înlătură degajarea de miros specific dihorilor din cauză că în perioada de împerechere degajează mirosul prin mai multe alte glande situate la baza cefei, precum și în altă părți ale corpului. Aceste glande servesc animalelor pentru protecția blănii. Un alt obicei, în cazul animalelor de companie, este castrarea, dar nici aceasta nu rezolvă întru totul problema mirosului și împreună cu îndepărtarea glandelor perianale duc la consecințe neplăcute în starea de sănătate viitoare a dihorului.

## Boli

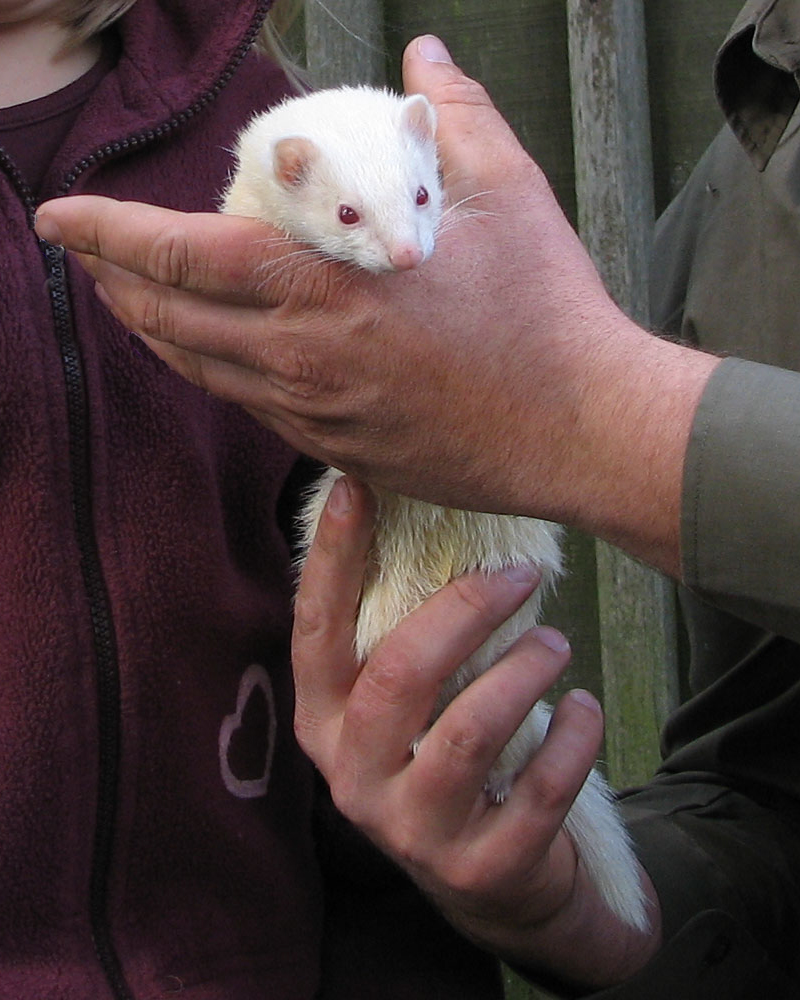
Exemplar albinos

Dihorii suferă frecvent de boli respiratorii precum pneumonia, răceala, boala Carre. De asemenea, prezintă infecții cu trichineloza, leptospiroză sau turbare.
În cazul animalelor de companie s-a observat o rată ridicată a cancerului care afectează glandele adrenale, pancreasul și sistemul limfatic.
Enterita catarală epizootică este o infecție virală care afectează membranele mucoaselor intestinale. Simptomele acestei boli sunt vomă, diaree pronunțată însoțită de pierderea în greutate și lipsa poftei de mâncare. Înainte de descoperirea tratamentului, mortalitatea din cauza acestei boli era destul de mare. Acum, dacă mamiferul este tratat, există mari șanse de recuperare. Dihorii bolnavi trebuie izolați de restul grupului pe o perioadă de 6 ani.
Viroza aleutiană (ADV) este o boală care se găsea în secolul XX la vizonii din insulele Aleutine. Dihorilor, virusul le afectează sistemul imunitar reducându-le acestora capacitatea producerii anticorpilor precum și organele interne, în special rinichii. Pentru această boală nu există tratament sau vaccin, iar animalele infectate pot fi purtătoare luni sau ani înainte de a prezenta boala, ceea ce prezintă pericol pentru celelalte animale.
De asemenea, unii dintre dihori sunt purtătorii unui defect congenital, numit sindromul lui Waardenburg. Sindromul se manifestă prin: deformări craniene, surzire parțială sau totală, fisuri în cerul gurii. Mulți dintre puii cu sindromul lui Waardenburg se nasc morți sau au o speranță de viață scăzută. Majoritatea crescătorilor de dihori renunță la puii bolnavi încă de la fătare.

## Răspândire
Dihorul trăiește în Europa Continentală și în insulele din Marea Britanie, lipsind din insulele mediteraneene și atlantice. Arealul său de răspândire se întinde din sudul Europei până în Sudul Suediei, centrul Finlandei și peninsula Kola. Spre est se întinde până în nord-estul Rusiei și centrul Ucrainei. În România și Republica Moldova este destul de răspândit, trăind în apropierea așezărilor umane, atât la munte cât și la șes. Este mai puțin întâlnit în interiorul pădurilor și în Bărăgan.
Dihorul poate trăi în orice zonă unde își poate face o vizuină și de unde să-și procure hrana: păduri, zăvoaie, lunci, zone stâncoase, pajiști. Teritoriul de vânătoare al unui dihor poate ajunge la 2 km². Dihorul a fost alungat din multe zone în care trăia, datorită urbanizării, deșertificării și incendiilor forestiere, fiind ocrotit în majoritatea Europei. Principalii săi dușmani naturali sunt lupii, vulpile și viperele. O importantă cauză a mortalității în rândul dihorilor o prezintă și accidentele rutiere.
Dihorul viețuiește, adesea, în cadrul comunităților umane, adăpostindu-se în clădiri abandonate, stoguri de paie, grajduri, șuri. Dihorul nu produce pagube în apropierea vizuinei în care trăiește.

## Semne de identificare în sălbăticie

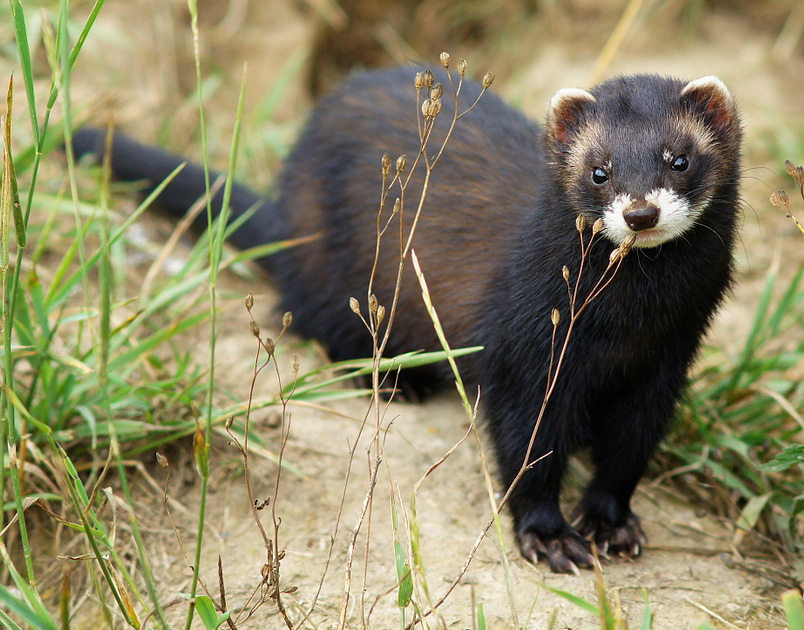
Dihor în libertate

Cu toate că sunt greu de observat în sălbăticie din cauză că au capacitatea de a se ascunde bine, se pot detecta cu oarecare ușurință datorită semnelor pe care le lasă precum: sunetele, urmele și excrementele.
Urmele sunt asemănătoare celor de zibelină dar mai mici și constau în 4-5 degete cu gheare nerectilinii bine dezvoltate. Urmele picioarelor posterioare sunt puțin mai mari decât urmele celor anterioare. Uneori, în zăpadă, se observă urmele lăsate de coadă.
Sunetul cel mai frecvent folosit de dihor sună asemănător unui che, che, che!!! . Țipătul dacă este mai ascuțit înseamnă că animalul este speriat sau nervos sau dacă femela vrea să-și alerteze puii. În vocabularul dihorilor mai intră și mormăieli mai rar întrebuințate.
Excrementele măsoară 6–8 cm lungime și doar 9 mm grosime. Sunt de culoare închisă în general, cu eventuale resturi ale animalelor cu care s-a hrănit precum puf, pene, smocuri de blană, păr, carapace și oase mici. Excrementele sunt depozitate în puncte determinate ale teritoriului lor, cel mai adesea în jurul vizuinii.

## Îmblânzire

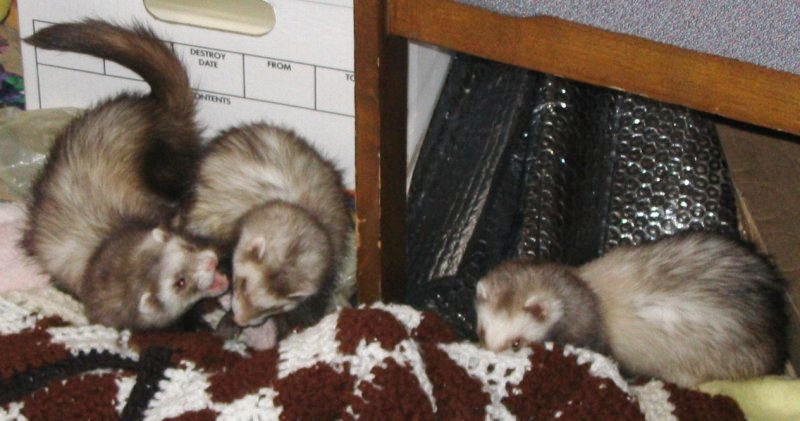
Dihori jucându-se

Singura subspecie domesticită este Mustela putorius furo, celelalte specii la maturitate devenind nervoase și irascibile. Hibridizarea dihorului de casă cu cel comun face ca urmașii să aibă trăsături asemănătoare părinților sălbatici.
Nu se cunoaște cu exactitate când a fost domesticit dihorul, dar domesticirea lui se estimează înainte de anul 1500 î.e.n. Se crede că procesul de domesticire a fost asemănător cu cel al pisicii. Există o teorie, care afirmă că egiptenii antici ar fi avut dihori pentru a le apăra hambarele de rozătoare.
Caesar Augustus în jurul anului 6 î.e.n. a trimis dihori prin Plinius cel Bătrân în insulele Baleare, pentru a controla numărul de iepuri de câmp, care produceau mari pagube în agricultură.

## Dihorul ca animal de companie

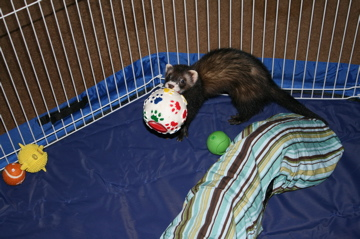
Dihor de casă

Dihorul de casă (Mustela putorius furo), subspecia domesticită a dihorului, este un animal energic, vioi, curios și îi place să se joace cu stăpânul. Din cauza curiozității lor exagerate prezintă riscul de a-și pierde viața explorând sau accidentându-se. În Statele Unite după câini și pisici, dihorii sunt următoarele animale din punct de vedere numeric folosite ca animale de companie.
Dihorii sunt pricepuți în a se băga în locuri ascunse, mici și înguste, precum în mobilier, aparatură electrică și electrocasnică, pereți sau ziduri ceea ce poate fi periculos pentru integritatea lor sau pot muri electrocutați. Din această cauză, stăpânii de dihori trebuie să-și amenajeze casa astfel încât animalul să nu fie expus acestor riscuri sau să închidă animalul într-o cușcă în timpul cât aceștia sunt plecați sau în timpul nopții.
Dihorii în mediul lor natural sunt carnivori și hrana pentru pisici nu aportează necesarul de proteine și grăsimi necesar dihorilor, însă aceasta în perioada de creștere este recomandată. Un aliment ideal pentru dihori ar fi alcătuit din 32–38% proteine și 15–20% grăsimi, întotdeauna de origine animală (nu soia). Dacă conținutul de proteine este mai ridicat de 38%, poate provoca tulburări renale dihorilor, în special celor vârstnici. Carnea și preparatele din carne de porc sunt nocive pentru dihor. Dihorilor domestici le plac de asemenea dulciurile, precum stafidele, sau untul de arahide, dar acestea trebuie date cu chibzuință datorită faptului că zaharurile provoacă tulburări în metabolismul lor. Din cauza tubului digestiv scurt, vegetalele nu aportează multă energie animalului, de aceea nu se recomandă în alimentație, decât ocazional.
Dihorii petrec între 14 și 18 ore pe zi dormind, dar când sunt treji sunt foarte vioi explorând mereu ce e nou. Perioada cea mai activă a dihorilor este dimineața și seara. În afara casei dihorii trebuiesc supravegheați îndeaproape datorită faptului că se pot băga în canalizări, vizuini și se pot pierde cu ușurință sau răni.
Dihorilor de casă le place să se joace cu stăpânii. Jocurile dihorilor sunt foarte asemănătoare cu ale pisicilor, se ascund și așteaptă să fie căutați, se joacă de-a vânatul iar mușcătura lor în timpul jocului este suavă. Animale mușcă doar în cazul când au suferit agresiuni din partea oamenilor, iar mușcătura este puternică datorită mandibulelor puternice. Jucăriile dedicate pisicilor sunt ideale și în cazul dihorilor. Dihorii când sunt stresați, excitați sau bucuroși realizează un dans caracterizat prin sărituri și scoaterea unui sunet asemănător unui doc doc doc!.

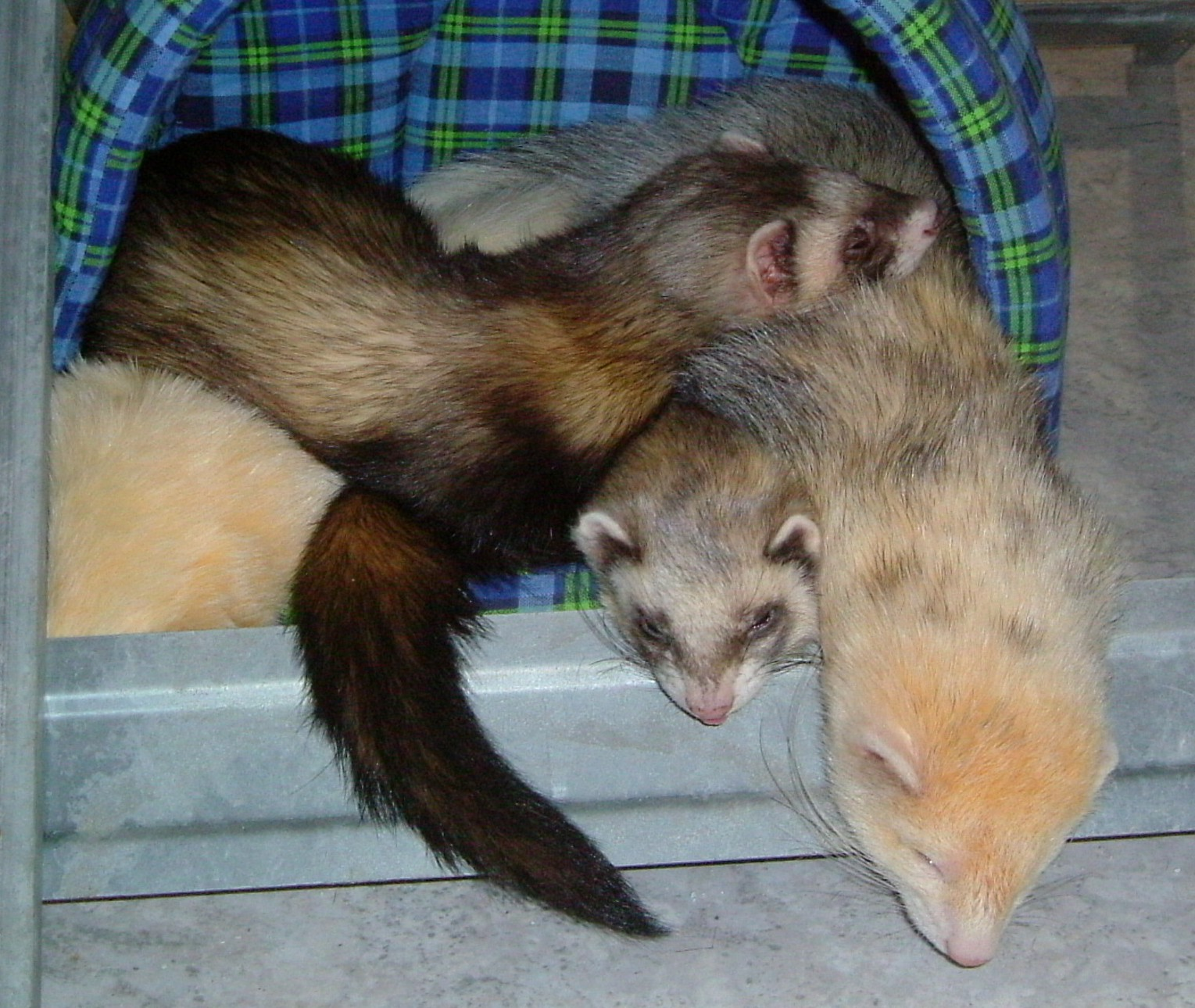
Dihori de casă dormind

Dihorii de asemenea iubesc compania altor dihor precum și cea a pisicilor.
Copiii mici trebuiesc supravegheați când intră în contactul cu dihorii, din cauză că îi pot strangula sau răni, iar aceștia reacționând pot mușca sau zgâria puternic copilul.
Dihorii de casă cer unele îngrijiri speciale, precum tăierea ghearelor și perierea blănii. Trebuie controlați de către veterinar și vaccinați. De asemenea, este nevoie ca să le fie curățate urechile cu un tampon de vată curată și grijă pentru a nu adăuga nimic în canalul auditiv. Dihorii trebuie vaccinați împotriva bolii Carré și a turbării.
Dihorii au nevoie de 10-15 ore de întuneric pe zi pentru a absorbi melanina. Dacă nu se respectă acest program, dihorul poate dezvolta boli mortale.

## Întrebuințare a dihorilor

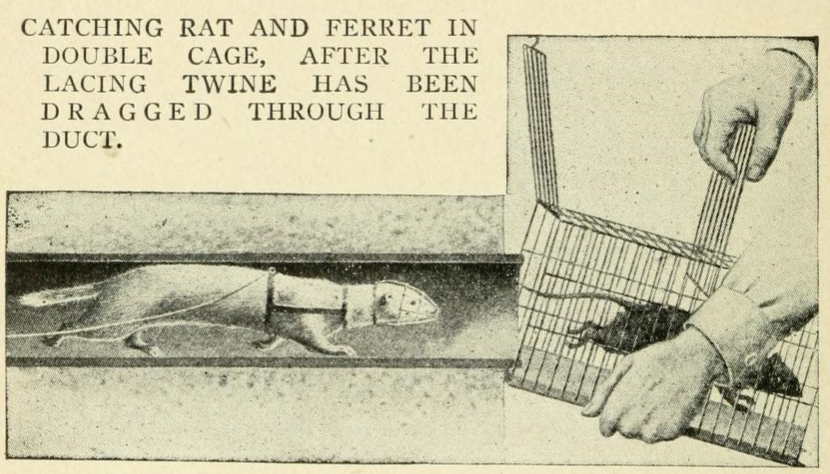
Imagine ilustrând vânătoarea cu ajutorul dihorilor

În prezent, dihorii sunt folosiți pentru transportul cablurilor în conducte lungi. În acest scop au fost folosiți de către NASA în Laboratorul de Propulsie și de către organizatorii de spectacole londonezi. Cablurile de televiziune și de sunet de la nunta prințului Charles al Angliei și al Dianei Spencer sau pentru concertul Millenium desfășurat în Piața Greenwich au fost transportate cu ajutorul dihorilor.
Dihorii, precum alte animale, se folosesc pentru testarea unor produse farmaceutice sau cosmetice sau în investigații medicale. Unele dintre aceste teste și investigații sunt controversate și descurajate de organizațiile de ocrotire ale animalelor.
Dihorii sunt folosiți și în vânătoare, pentru scoaterea vânatului din vizuine.

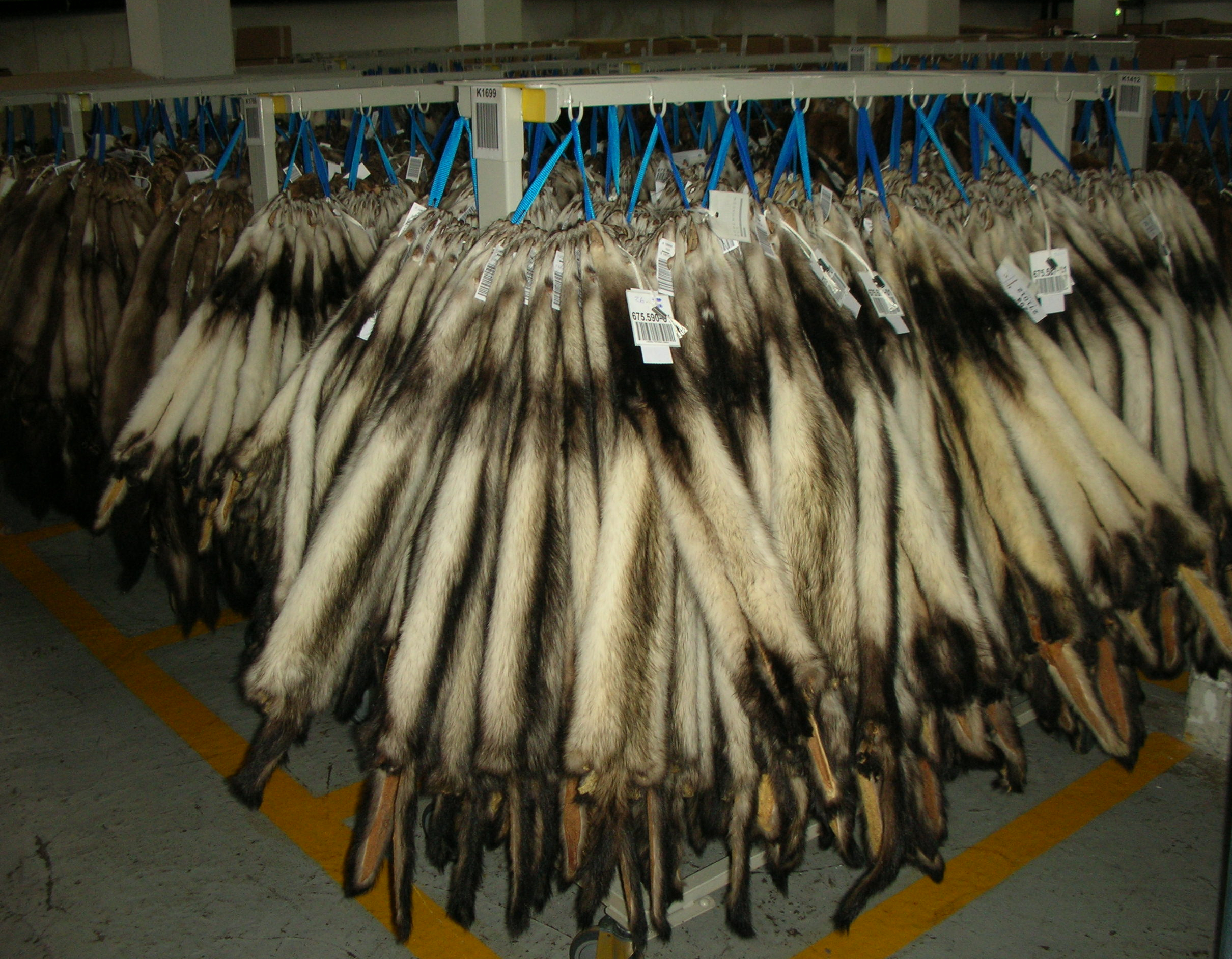
Blănuri de dihor

În unele țări precum Anglia, dihorii sunt folosiți în gospodăriile rurale pentru a păzi casa de șoareci și șobolani.

### Blana
Blana dihorului european este prețioasă și mai apreciată decât cea a dihorului de stepă. Blana se folosește în fabricarea de paltoane, jachete, gulere și căciuli. Din coada dihorului se pot realiza pensule. Un dezavantaj al blănii de dihor este mirosul care se înlătură cu mare greutate.
Dihorul a fost crescut în scop comercial pentru valorificarea blănii prima dată în anul 1920 în Marea Britanie și ridicat la rangul de importanță economică în 1979 în Finlanda. Din cauza interdicțiilor legale privind speciile de animale ne-native în Statele Unite și Canada, aici niciodată nu au devenit populare. Dihorul european se adaptează și reproduce cu ușurință în captivitate, spre diferență de alte specii crescute pentru blană cum ar fi nevăstuica sau hermina.

## Vânătoarea
Vânarea dihorului a fost cândva sportul preferat al scoțienilor. Vânătoarea se ținea noaptea, în miezul iernii. Cu toate acestea, majoritatea deceselor sunt cauzate de capcanele din oțel puse pentru prinderea iepurilor.
În Marea Britanie perioada de vânătoare începe la începutul lunii februarie și ține până la sfârșitul lunii aprilie și se realizează cu ajutorul câinilor iar în fosta Uniune Sovietică sezonul începea toamna târziu cu arme de foc, câini și capcane din lemn. Capturarea dihorilor nu are un rol important în vânătoare din cauza dificultății vânării acestora.

## Festivaluri

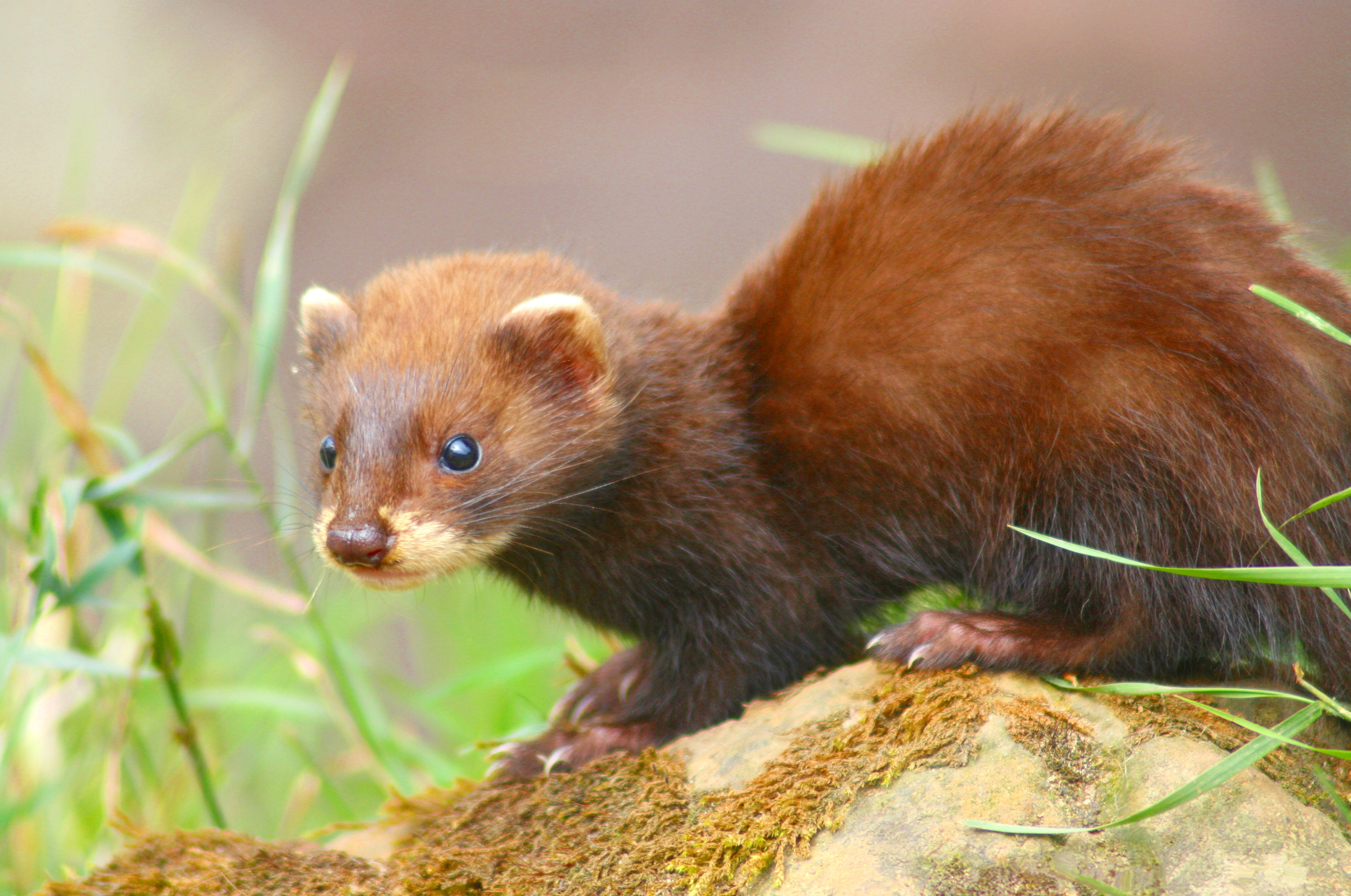
Dihor galez

În Catalonia, Spania există un târg dedicat dihorilor denumit Târgul Dihorilor din Sabadell (Feria del hurón de Sabadell).
De asemenea, există o olimpiadă a dihorilor de casă care se ține în Mexic și este numită în spaniolă Hurolimpíada de la huron care înseamnă dihor domestic. În 2002 Carlos de Mier, cu ajutorul unor tuburi de plastic și PVC a creat un joc numit cursă de dihori (carrera de hurones). A creat acest joc inițial pentru dihorii săi Coco, Sindy și Chanel. În timp jocul a devenit popular realizându-se întruniri ale Comunității Dihorilor în urma cărora s-a născut ideea de a face un festival distractiv , educațional și pentru încurajarea întâlnirilor între crescători și iubitori de dihori. În anul 2004 s-a desfășurat pentru prima dată inedita Olimpiadă a Dihorilor de casă.
Date de interes asupra olimpiadei
- Prima ediție a olimpiadei a fost restrânsă dar a atras o mare curiozitate internațională din partea diferitelor medii ale societății, ajungând astăzi un eveniment cunoscut pe plan mondial.
- La prima ediție s-au prezentat 36 de concurenți (dihori) și 50 de persoane. Datorită succesului în anii următori numărul de participanți a crescut la 300 de dihori în anii următori.
- Cursele de dihori sunt punctul culminant al olimpiadei, unde recordurile sunt depășite frecvent.

## Hrănire
Dihorii se hrănesc cu animale mici precum: șobolani, iepuri, cârtițe, păsări, reptile, amfibieni și crustacee; pești. Pe lângă acestea își mai completează meniul cu semințe, unele fructe, viermi, larve, insecte și ouă. În cazul ouălor, obișnuiește să nu le spargă, ci doar le găurește bând conținutul acestora. Talia joasă și flexibilitatea le permite să vâneze oriunde, chiar și sub apă. Localizează prada cu ușurință datorită auzului fin, acuității vizuale, dar mai ales datorită mirosului. Are obiceiul de a aduna provizii în vizuină.
Dihorii sălbatici provoacă pagube mari în gospodăriile țărănești prin faptul că vânează păsări de curte, iepuri și alte animale mici precum și pentru terenurile de vânat mic.

## Dușmani naturali și conviețuire cu alte specii

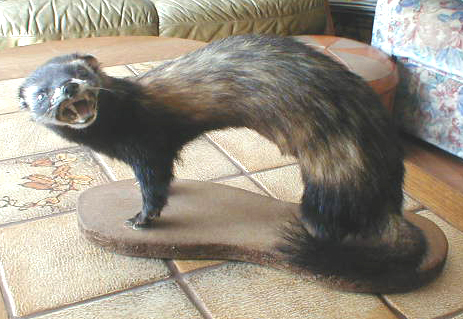
Dihor împăiat

Dihorii au ca dușmani naturali vulpile, câinii, acvilele, ulii, bufnița mare, pisicile domestice și sălbatice. Dihorii pot conviețui cu nurcile europene și cu dihorii de stepă chiar dacă s-au înregistrat și incidente dar suferă din cauza pătrunderii în ecosistemul lor a nurcii americane. Există dovezi că dihorii au căzut pradă unor jderi dar acesta nu este un lucru obișnuit, iar în conviețuirea cu nevăstuicile, acestea din urmă pot cădea ocazional victime dihorilor.

## Reproducere

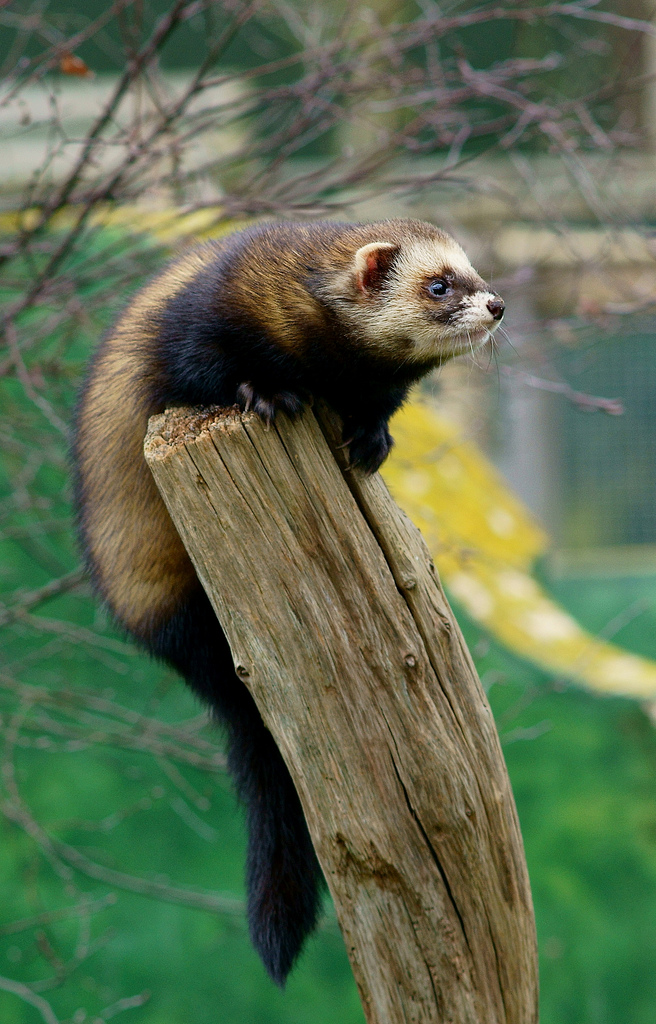
Dihor galez

Dihorii sunt animale singuratice, ele trăind împreună cu alți membri ai speciei sale doar în timpul împerecherii și a creșterii puilor. Perioada de împerechere este cuprinsă între lunile februarie și aprilie, perioadă în care masculii își lasă obiceiurile nocturne, devin agresivi și pot fi observați cu ușurință țipând sau luptându-se cu alți masculi. Când un mascul devine învingător se apropie de femelă și o supune cu o mușcătură de ceafă, copulând-o în timp ce scoate niște țipete caracteristice.
După 6 săptămâni de la copulare se nasc între 3 și 12 pui goi, complet neputincioși. Puii încep să deschidă ochii la patru săptămâni de la naștere iar la sfârșitul celei de-a șaptea săptămâni femela îi va înțărca. Puii încep să devină independenți după 2-3 luni, dar nu se pot reproduce decât peste 9 luni sau chiar 2 ani.

## Invazia în alte ecosisteme
Dihorii au dus la distrugerea faunei indigene în anumite regiuni ale globului precum în Noua Zeelandă, unde au fost introduși prima dată în 1879 ca mijloc de control împotriva iepurilor sălbăticiți. Aceștia au început a fi o problemă atunci când au început să se hrănească și cu păsări din fauna autohtonă. Dihorii au reprezentat un pericol major pentru fauna locală datorită faptului că păsările de aici nu au evoluat în contact cu un mamifer prădător ceea ce a făcut ca acestea să fie lipsite de apărare în fața dihorilor.
Din cauza problemelor înregistrate în Noua Zeelandă, multe țări în care dihorul nu este răspândit în mod tradițional în sălbăticie au interzis introducerea acestuia.
În țări precum Portugalia, Australia, Argentina, Statele Unite, Franța, Spania, Chile sau Noua Zeelandă există prevederi legale în ceea ce privește crescătoriile de dihori, vânatul cu ajutorul acestor animale sau chiar deținerea lor ca animale de companie care duc de la stabilirea unor reguli de limitare a libertății acestora până la interzicerea totală a acestora.
În insula spaniolă La Palma, dihorii au fost introduși pentru vânătoare acum 100 de ani. Numărul licențelor de vânătoare cu dihori a ajuns la 9952, iar dihori antrenați în această activitate la peste 20.000. Dezastrul a apărut în urma eliberării sau evadării unor perechi de dihori, care datorită faptului că nu au dușmani naturali pe insulă s-au înmulțit puternic punând în pericol specii indigene de păsări precum porumbelul laurel sau sitarul de pădure sau șopârle, precum Gallotia galloti palmae.

## Subspecii
- Mustela putorius anglia răspândit în Țara Galilor.[25][26][27]
- Mustela putorius aureola răspândit în peninsula Iberică.[25][28]
- Mustela putorius caledoniae prezent în Scoția.[25][29][30]
- Mustela putorius furo dihorul domestic
- Mustela putorius mosquensis răspândit în Eurasia.[25][31]
- Mustela putorius putorius răspândit în Europa.[32][33][34]
- Mustela putorius rothschildi [35] present a Europa.[32][36][37]

| Subspecii                                          | Trinomial authority    | Descriere | Rang                                                                                           | Sinonime |
| -------------------------------------------------- | ---------------------- | --- | ---------------------------------------------------------------------------------------------- | --- |
| Dihorul comun M. p. putorius (Nominate subspecies) | Linnaeus, 1758         | Mai mare ca mosquensis | Vestul Rusiei Europene, vestulBelarusului, vestul Ucrainei, Europa Centrală și Europa Apuseană | flavicans (de Sélys Longchamps, 1839) foetens (Thunberge, 1789) foetidus (Gray, 1843) iltis (Boddaert, 1785) infectus (Ogérien, 1863) manium (Barrett-Hamilton, 1904) putorius (Blyth, 1842) verus (Brandt in Simashko, 1851) vison (de Sélys Longchamps, 1839) vulgaris (Griffith, 1827) |
| Dihor galez M. p. Anglia                           | Pocock, 1936           | | Anglia și Țara Galilor                                                                         | |
| Dihorul mediteranean M. p. aureola                 | Barrett-Hamilton, 1904 | Dihor cu talie mică, it may be the ancestral subspecies from which the ferret is derived, based on the characteristics of the teeth. | Zone din sudul și vestul peninsulei Iberice                                                    | |
| †Scottish polecat M. p. caledoniae                 | Tetley, 1939           | | Scoția                                                                                         | |
| Dihorul de casă M. p. furo                         | Linnaeus, 1758         | Dihorul domesticit, are trăsături comune cu dihorul de stepă.                                                                        |                                                                                                | albus (Bechstein, 1801) furoputorius (Link, 1795) subrufo (Gray, 1865) |
| Dihorul din Rusia Centrală M. p. mosquensis        | Heptner, 1966          | Subspecie cu talie mică, deschisă la culoaret                                                                                        | Rusia, partea europeană                                                                        | orientalis (Brauner, 1929) orientalis (Polushina, 1955) ognevi (Kratochvil) |
| Dihorul carpatin M. p. rothschildi                 | Pocock, 1932           | Subspecii cu blana deschisă la culoare, cei mai asemănători diohorului de stepă.                                                     | Dobrogea, România                                                                              | |